# Kuehneromyces mutabilis
Kuehneromyces mutabilis (sinónimo: Pholiota mutabilis), comúnmente conocida como mata envainada de los bosques, es un hongo comestible que crece en grupos sobre troncos de árboles u otra madera muerta.Se han descrito algunas otras especies del género Kuehneromyces , pero K. mutabilis es, con mucho, la más común y la más conocida.

## Toxicidad
No se debe confundir con Galerina marginata, su "doble" venenosa, que es un hongo muy tóxico porque contiene amatoxinas.